# Holašovice
Holašovice (in tedesco: Hollschowitz in passato anche Holschowitz) è un villaggio che fa parte della municipalità di Jankov  nella Repubblica Ceca, 15 chilometri ad ovest di České Budějovice nel distretto di České Budějovice.
Il villaggio venne abbandonato dopo la Seconda guerra mondiale, il che ha permesso la conservazione degli edifici medievali tipici dello stile barocco rurale della Boemia meridionale. Venne restaurato e ripopolato nel 1990, e divenne patrimonio dell'umanità dell'UNESCO nel 1998.

## Geografia
Holašovice si trova sul lato nordorientali del Blanský les in una zona con numerosi ma modesti rilievi, verso nord si trovano gli stagni di Roubíček e Holašovický rybník. A settentrione si eleva il Malý vršek (480 m s.l.m.), a nord-est il Velký Bor (472 m s.l.m.) e il Doubí (496 m s.l.m.), a est il Čihadlo (519 m s.l.m.), a sud il Skalka (687 m s.l.m.), a sud-ovest il Výhledy (642 m s.l.m.) e il Vysoký kořen (680 m s.l.m.), a ovest il Buglata (831 m s.l.m.) e a nord-ovest il Vysoká Běta (803 m s.l.m.).
Le località confinanti sono Záboří, Kalouch e Tesař a nord, Borovka e Čakov a nord-est, Jankov e Čakovec a est, Kvítkovice, Beneda e Habří a sud-est, Chmelná a sud, U Rubalů, U Vacla, Nová Ves, České Chalupy e Jaronín a sud-ovest, Plešný, Třešňový Újezdec e Vodice a ovest e infine Lipanovice e Perglův Mlýn a nord-ovest.

## Storia

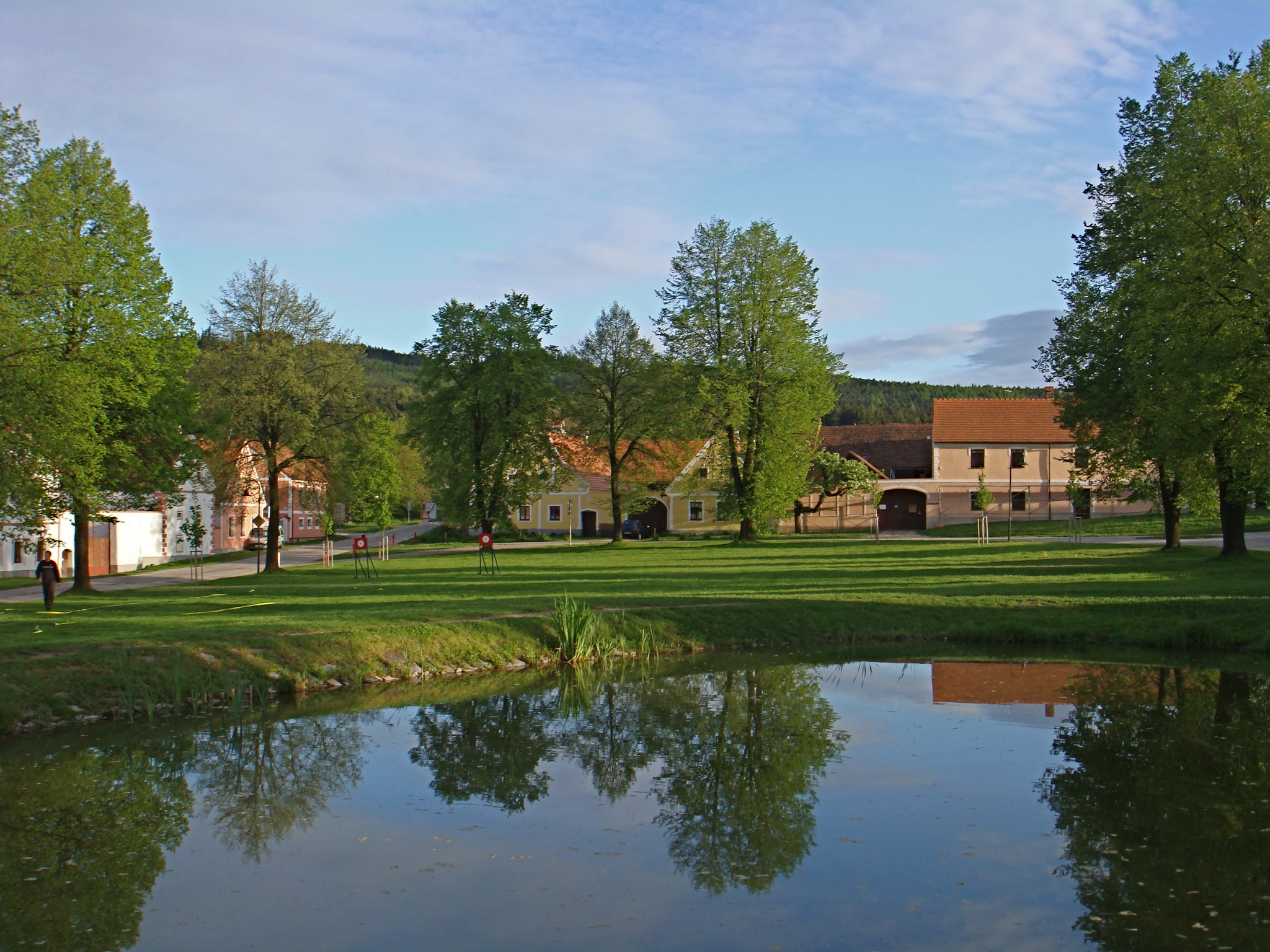
La piazza con lo stagno

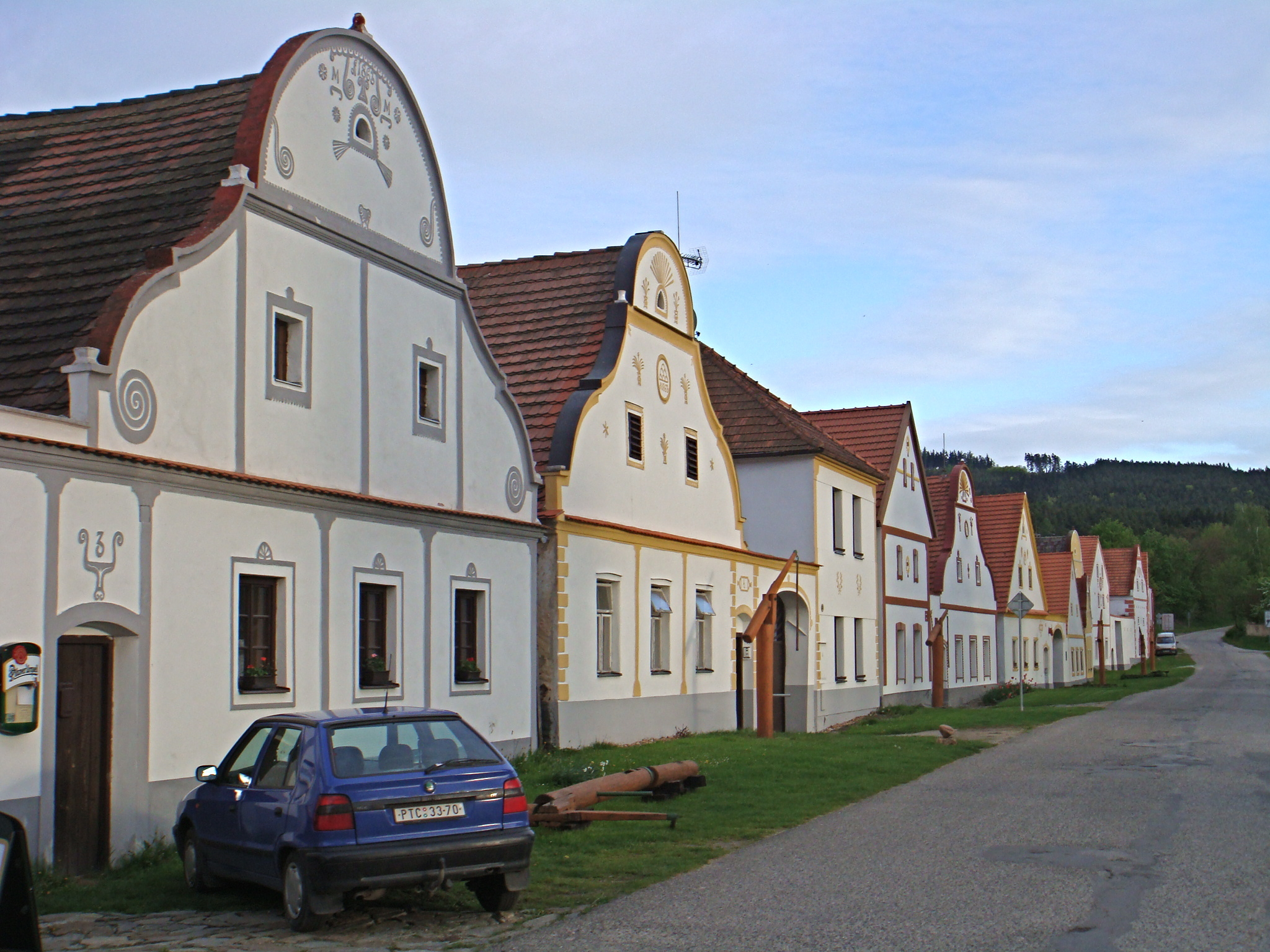
Facciate degli edifici

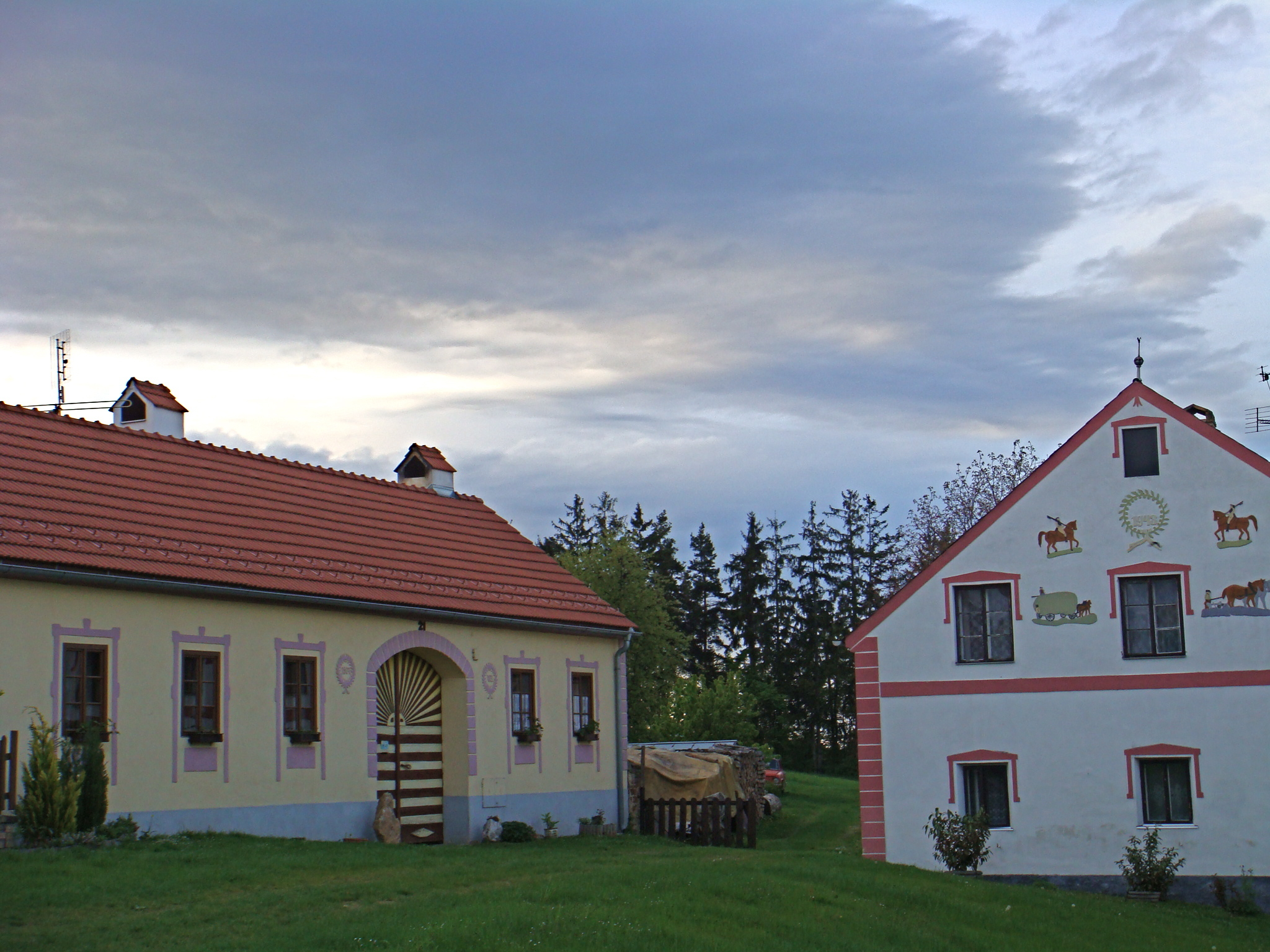
Alcuni degli edifici

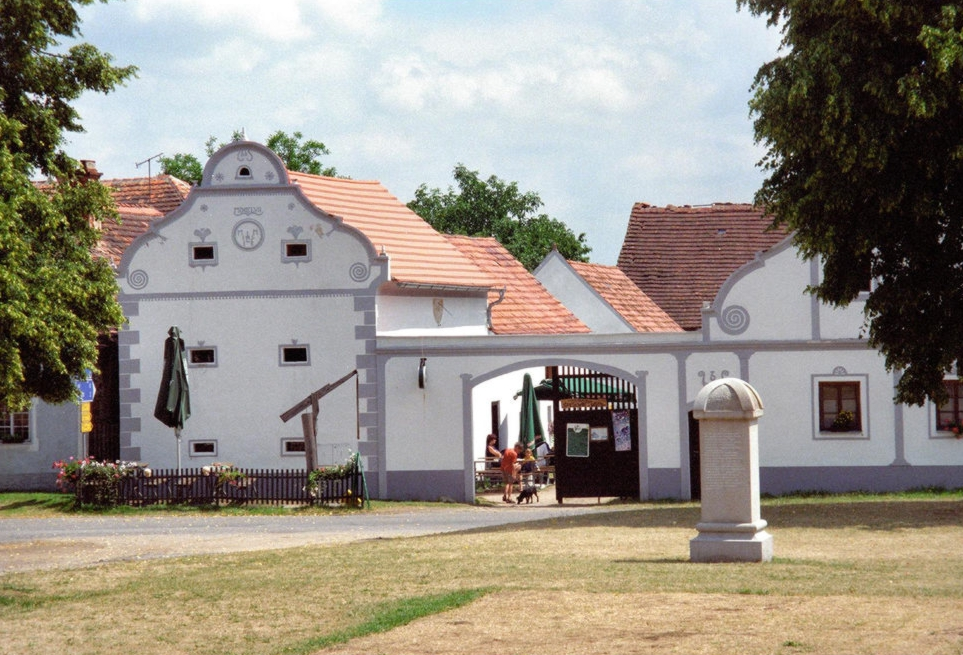

La fondazione di Holašovice risale probabilmente al periodo coloniale nella prima metà del XIII secolo. Il centro abitato venne creato con una planimetria regolare ed una piazza rettangolare molto grande, le sue misure sono di 210 metri per 70 metri che corrispondono alla misura di piazze del mercato di città dell'epoca. 
La prima menzione scritta risale al 3 luglio 1292, in un documento del re Venceslao II a proposito di uno scambio di beni tra la corona boema, Oneš di Němčice e il monastero cistercense di Vyšší Brod. Tramite quell'atto venne reso a Oneš il dominio di Němčice con i villaggi Němčice, Vlhlavy, Chrášťany und Tupesy che nel 1273 erano stati confiscati al padre Svatomír di Němčice dal sovrano Ottocaro II di Boemia e assegnati al monastero.
In cambio e come risarcimento, vennero assegnati al monastero i terreni ad est di Netolice, e le parrocchie di Strýčice, i villaggi di Bory, Dobčice, Holašovice, Lipanovice, Strýčice, Všemily e Záboří così come i boschi sul colle Vysoká Běta e quelli a nord di Habří. 
I nomi riportati in un urbario del 1510 sono prevalentemente cechi. Tra il 1520 ed il 1525 Holašovice venne quasi annientata dalla peste, sopravvissero solo due abitanti. Una colonna eretta sopra la fossa comune, a nord-est del villaggio, commemora l'evento. Lentamente il monastero ripopolò il villaggio grazie a coloni provenienti dalla Baviera e dall'Austria. Nel 1530 la popolazione raggiunse le 17 unità, secondo i registri del monastero, Holaschowitz divenne un'enclave tedesca all'interno dell'area ceca. 
Il 28 febbraio del 1822 il monastero si svincolò dal dominio di Český Krumlov, nel 1840 Holschowitz era composta da 24 case con 184 abitanti. La parrocchia di riferimento era Groß Cekau. Il villaggio rimase dipendente dal monastero fino alla metà del XIX secolo quando Hollschowitz divenne una località del comune di Saborz. Nel 1914 il villaggio aveva 163 abitanti, tutti di lingua tedesca.
In seguito all'Accordo di Monaco nel 1938 Hollschowitz, come parte del comune di Sabor (anche Saborsch), divenne parte del Deutsches Reich e fino al 1945 fece parte del distretto di Krummau an der Moldau. Dopo la fine della seconda guerra mondiale Holašovice tornò a far parte della Cecoslovacchia e divenne parte dell'Okres České Budějovice. Nel 1946, quando gran parte della popolazione tedesca fu espulsa dalla Cecoslovacchia, molte fattorie rimasero disabitate e in stato di abbandono. Un tentativo di ripopolamento con coloni cechi riuscì solo in parte. Nel 1964 Holašovice venne separata da Záboří e assegnata al comune di Jankov, il motivo principale della riassegnazione fu l'unione delle cooperative agrarie di Holašovice e di Jankov. Durante il periodo comunista Holašovice rimase abbandonata, nel 1972, tramite le riprese del film Prodaná nevěsta (La sposa venduta di Václav Kaslík) Holašovice e le sue fattorie storiche acquistarono notorietà, purtroppo la stessa sorte non toccò ai vicini villaggi di Dobčice, Lipanovice e Záboří caratterizzati da edifici molto simili. 
Dopo il 1990 iniziarono sostanziali opere di ristrutturazione, le fattorie vennero ripopolate e venne ricostruita l'officina del fabbro. Nel 1991 il villaggio aveva 130 abitanti, nel 1998 venne incluso nella lista del patrimonio dell'umanità. Nel 2001 il villaggio era composto da 60 edifici nei quali abitavano 136 persone.

## Edifici
Holašovice mantiene la struttura originaria dell'epoca della fondazione, le facciate degli edifici si affacciano sulla piazza, le 23 fattorie raggruppano 120 edifici, ognuno con il proprio frontone che si affaccia sul giardino, oltre ad uno stagno e ad una cappella.
Gli edifici risalgono al XVIII, XIX e XX secolo, la maggior parte è stata costruita nella seconda metà del XIX secolo in stile barocco. La cappella di san Giovanni Nepomuceno, nel centro cittadino, venne costruita nel 1755. La croce in pietra nella piazza venne eretta nel 1935.